# Sekundarna hipertenzija
Sekundarna hipertenzija posljedica je bolesti nekog organa ili organskog sustava, poput bubrega ili endokrinog sustava.
Hipertenzija se dijeli na primarnu, esencijalnu hipertenziju i sekundarnu hipertenziju. U "primarnu hipertenziju" spada oko 90–95% slučajeva, što znači da je do povišenja krvnog tlaka došlo bez jasne podležeće bolesti. Preostalih 5–10% slučajeva, koji nastaju kao posljedica bolesti bubrega, arterija, srca ili endokrinog sustava smatra se sekundarnom hipertenzijom. 

## Etiologija
Sekundarna hipertenzija nastaje zbog poznatog uzroka. Najčešći uzrok sekundarne hipertenzije su bubrežne bolesti.
Bolesti koje su neke od najčešćih uzroka sekundarne hipertenzije:
- Feokromocitom
- Cushingov sindrom
- bolesti bubrega - najčešći uzrok sekundarne arterijske hipertenzije
- bolesti štitnjače - hipertireoidizam
- bolesti krvnih žila bubrega (npr. stenoza bubrežne arterije)

## Liječenje
Sekundarna hipertenzija liječi se uklanjanjem uzroka koji su doveli do njenog nastanka. Terapija se mora uzimati redovito, po mogućnosti u isto vrijeme, a najveća je pogreška prekinuti terapiju kad se krvni tlak normalizira. Često je mukotrpno doći do najbolje terapije, što zahtijeva i veliko strpljenje pacijenata. U liječenju hipertenzije mogu se upotrijebiti sljedeće skupine lijekova, kao pojedinačni lijekovi ili u kombinacijama: diuretici, koji potiču izlučivanje tekućine iz organizma, beta-blokatori, koji djeluju na srčani mišić, blokatori kalcijevih kanala, koji povoljno utječu na srčani rad, vazodilatatori, inhibitori enzima angiotenzin konvertaze, antagonisti angiotenzinskih receptora, koji su novija generacija antihipertenziva.